# 爾朱弼
尔朱弼（？—532年），字辅伯，南北朝北魏军事人物，秀容郡（今山西省忻州市忻府区）人，尔朱买珍之子，尔朱彦伯、尔朱仲远、尔朱世隆、尔朱世承等人的弟弟。
530年，长广王元晔被拥立为帝后，尔朱弼被任命为散骑常侍、左卫将军，并被封为朝阳县开国伯。531年，魏节闵帝即位，他升任车骑将军、左光禄大夫、领左右，改封为河间郡公。不久后，又升任骠骑大将军、开府仪同三司、青州刺史。532年，尔朱天光等人在韩陵之战与高欢交战失败，尔朱弼返回青州。兄长尔朱世隆被捕后，他计划亡命南朝梁，与亲信们割臂结盟。部下冯绍隆劝说他，若要重新订立盟约，需刺破心口取血以昭示众人。尔朱弼信以为真，召集部下，让冯绍隆用刀剖开自己的胸膛，结果冯绍隆趁机将他刺杀，首级被送往洛阳。